# Keith Jarrett
(Keith Jarrett)
Keith Jarrett (Allentown, 8 maggio 1945) è un pianista statunitense.
La sua carriera inizia con Art Blakey, Charles Lloyd e soprattutto con Miles Davis. Fin dai primi anni settanta riscuote grande successo nel jazz e nella musica classica, come leader e come solista. La sua tecnica d'improvvisazione pianistica abbraccia, oltre al jazz, diversi generi musicali: in particolare musica classica, gospel, blues e musica etnica. Ad oggi è considerato uno dei migliori improvvisatori e uno dei pianisti di maggior successo nella storia del jazz.

## Biografia
Nato da una famiglia multietnica originaria dell'Ungheria, Keith è il maggiore di cinque fratelli. In famiglia, sin da piccolo, respira aria di musica. La nonna paterna suona il pianoforte e una zia lo insegna mentre il padre, che a causa della Grande depressione non è riuscito ad avere una adeguata educazione musicale, è ugualmente un grande appassionato. La madre, dal canto suo, fin da piccola ha studiato musica e ha avuto modo di cantare in alcuni cori locali. Keith Jarrett inizia a prendere lezioni di pianoforte all'età di tre anni, svolgendo studi classici e venendo incluso in varie esibizioni all'Academy of Music di Filadelfia e al Madison Square Garden;  a nove anni si esibisce nel primo concerto suonando una composizione di Johann Sebastian Bach. Dai dodici anni in poi suona come professionista e dai quindici intraprende studi di composizione.
Entra quindi al Berklee College of Music di Boston e ottiene una borsa di studio per studiare armonia sotto la prestigiosa guida di Nadia Boulanger a Parigi, la stessa cui si rivolsero anche Astor Piazzolla e Philip Glass, ma declina cortesemente e si trasferisce a New York nel 1964, esibendosi al Village Vanguard. Suona con il clarinettista Tony Scott che aveva suonato anche con Billie Holiday. Successivamente Jarrett è con Art Blakey nei Jazz Messengers. Fra i messaggeri Jarrett coltivò quel gusto per il gospel e il blues che non lo abbandonò mai più. Era il dicembre 1965 e Jarrett aveva 20 anni.
Tre mesi dopo lo si ascolta nel quartetto di Charles Lloyd, una formazione importante che raccolse molti consensi e in cui Jarrett incontra Jack DeJohnette, un batterista anch'egli giovanissimo, destinato a incrociare la sua carriera. Jarrett in quel quartetto matura, tanto da decidere di lasciare Lloyd e di fondare il suo trio con Charlie Haden, icona del contrabbasso free, e Paul Motian, batterista con un significativo passaggio nel trio di Bill Evans. Life Between the Exit Signs (1967), il primo album che vede Jarrett nel ruolo di leader, viene pubblicato in questo periodo dall'etichetta Vortex, seguito da Restoration Ruin (1968). Somewhere Before, un altro album che viene pubblicato nel 1968 per l'etichetta Atlantic. Suona spesso il sassofono e vari tipi di percussioni nel Quartetto Americano, ma a partire dallo scioglimento del gruppo si dedica quasi esclusivamente al pianoforte acustico, strumento che suona nella maggioranza degli album degli ultimi venti anni.
Keith Jarrett ha sofferto di quella che venne diagnosticata come una sindrome da fatica cronica alla fine degli anni novanta e fu costretto al confino nella sua casa per lunghi periodi di tempo. Grazie a questo isolamento ha compiuto buoni progressi verso una completa guarigione e ha registrato il nuovo album The Melody at Night, With You, originariamente ideato come regalo di Natale per la moglie. Contrariamente alle sue precedenti modalità di lavoro, in questo album suona al piano da solo non pezzi classici o completamente improvvisati, ma vecchie canzoni e standard. Nel 2004 ha vinto il premio musicale Léonie Sonning, normalmente associato a musicisti di musica classica e a compositori, che in precedenza è stato assegnato ad un solo musicista jazz: Miles Davis. La prima persona a ricevere questo premio fu Igor Stravinskij nel 1959.
Jarrett ha subìto due ictus nel febbraio e nel maggio 2018, che lo hanno lasciato parzialmente paralizzato e, in particolare, impossibilitato ad usare la mano sinistra. Vive a Union, New Jersey.

## La musica

### Miles Davis

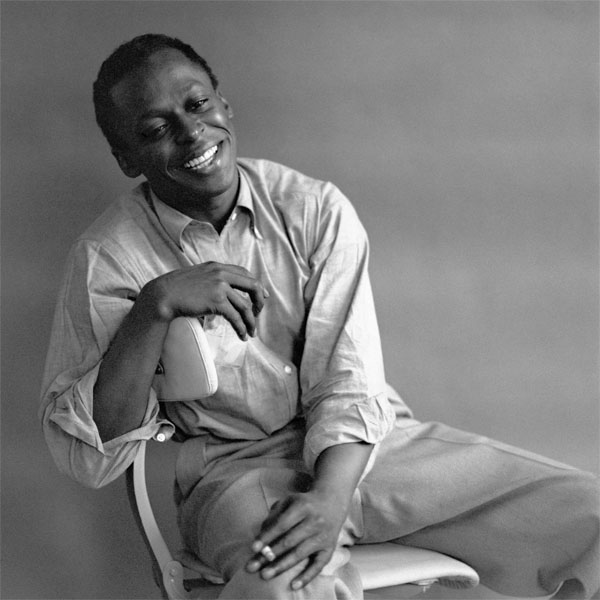
Miles Davis

Agli inizi del 1970, quando il quartetto di Charles Lloyd si scioglie, a Jarrett viene proposto di entrare a far parte del gruppo di Miles Davis, dopo che Davis ebbe ascoltato Jarrett in un club di New York. Durante la militanza nel gruppo di Davis, Jarrett suona il piano elettrico e l'organo elettrico in alternanza con Chick Corea; dopo l'uscita di scena di Corea, suona entrambi gli strumenti contemporaneamente. A dispetto dell'antipatia di Jarrett per la musica elettronica e gli strumenti elettronici, egli vuole rimanere nel gruppo per la stima che nutre per Davis e per la volontà di lavorare con DeJohnette. Jarrett suona in tre album di Davis: Miles Davis at Fillmore: Live at the Fillmore East, The Cellar Door Sessions, registrato il 16-19 dicembre 1970 in un club a Washington, D.C., e Live-Evil, composto per lo più da registrazioni rimaneggiate di The Cellar Door Sessions. Inoltre suona l'organo elettrico in Get Up With It; Honky Tonk, il brano in cui suona, è una variante di una traccia presente in The Complete Jack Johnson Sessions. Lascia il gruppo di Davis verso la fine del 1971, proprio per l'antipatia che aveva nei confronti della musica e degli strumenti elettronici e perché non era pienamente d'accordo con le scelte compositive di Davis, con cui avrà sempre però un rapporto di stima e amicizia.

### Quartetti del 1970
Dal 1971 al 1976 Jarrett aggiunge il sassofonista Dewey Redman al preesistente trio con Haden e Motian. Il Quartetto Americano viene spesso integrato con un percussionista addizionale come Danny Johnson, Guilherme Franco, Airto Moreira e sporadicamente col chitarrista Sam Brown. I componenti si prestano a suonare una varietà di strumenti: spesso si può ascoltare Jarrett al sax soprano o alle percussioni, Redman alla musette e Motian e Haden su diversi tipi di percussioni. Haden produce una varietà di suoni pizzicati e percussivi con il basso acustico, anche filtrandolo con il wah-wah nella traccia Mortgage On My Soul dell'album Birth. Il gruppo pubblica per le etichette Atlantic Records, Columbia Records, Impulse! Records and ECM.
Gli ultimi due album, entrambi pubblicati per l'Impulse!, mettono in risalto principalmente le composizioni degli altri membri della band, al contrario degli altri album in cui prevalgono le composizioni di Jarrett. Le composizioni di Jarrett conferiscono a questo gruppo un'impronta sonora ben definita. La loro musica è un coinvolgente amalgama di free jazz, post-bop, gospel e improvvisazioni di carattere mediorientale.
Negli ultimi anni settanta, in concomitanza al Quartetto Americano, Jarrett guida il Quartetto Europeo che pubblica per l'ECM, composto dal sassofonista Jan Garbarek, dal bassista Palle Danielsson e dal batterista Jon Christensen. Lo stile di questa formazione è simile a quello del Quartetto Americano, ma molte delle peculiarità d'avanguardia e Americana sono sostituite dalle influenze della tradizione musicale europea che caratterizzano gli artisti ECM di ogni epoca.

### Solo piano

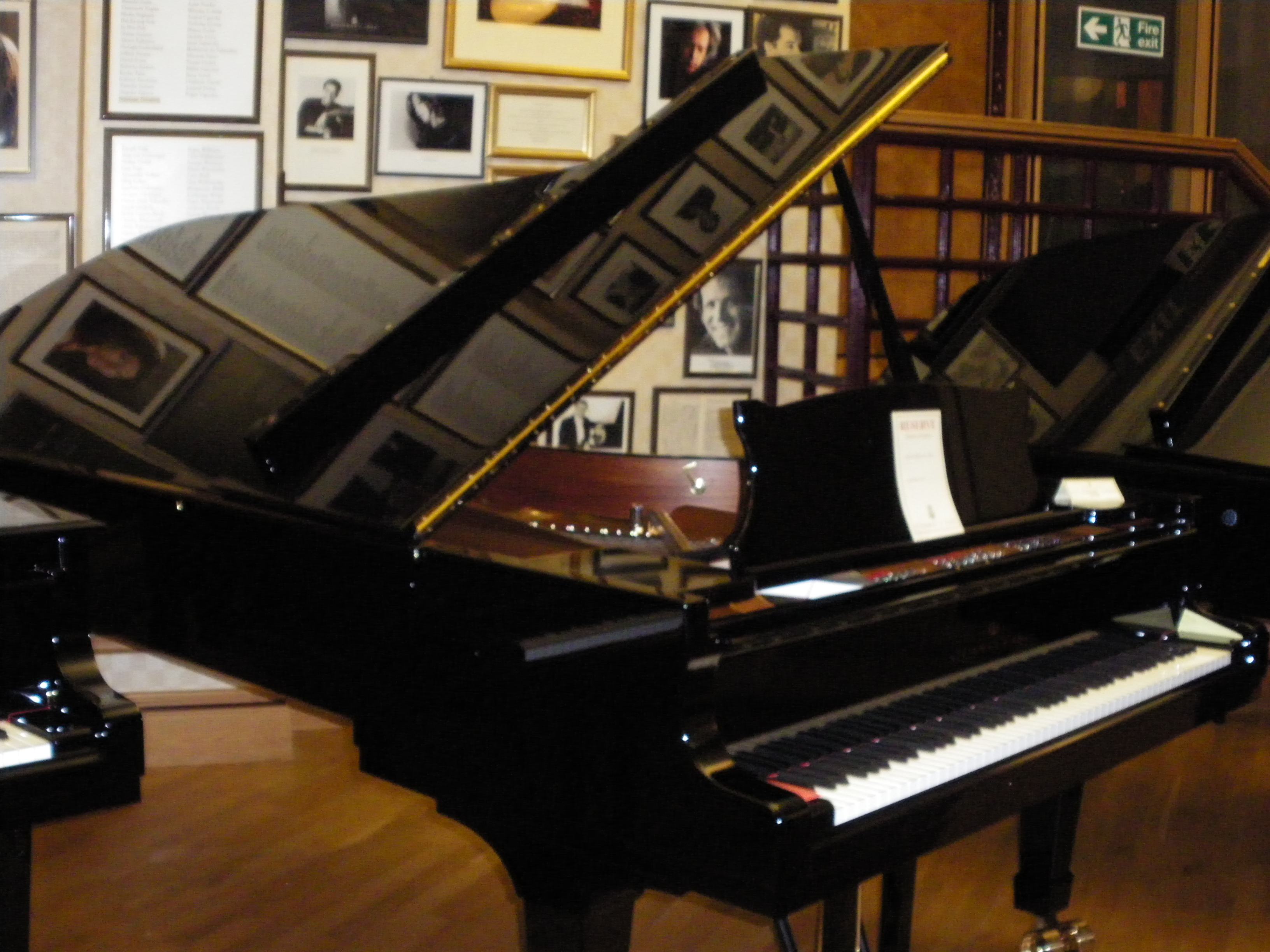
Un pianoforte della Steinway & Sons, simile a quello utilizzato da Jarrett nella maggior parte dei suoi concerti.

Facing you, Il primo album di Jarrett per l'ECM, è di solo piano e registrato in studio. Altri dischi vengono registrati con la stessa modalità nella sua carriera, inclusi Staircase (1976), The Moth and the Flame (1981) e The Melody At Night, With You (1999). Book of Ways (1986) è una registrazione studio di clavicordo solo.
Gli album in studio sono stati accolti con discreto successo, ma a partire dal 1973 Jarrett si esibisce in concerti completamente improvvisati le cui registrazioni, tra cui The Köln Concert (1975), Sun Bear Concerts (1976), lo hanno reso uno degli artisti jazz di maggior successo commerciale. Jarrett ha argomentato che le sue migliori esibizioni si sono originate nelle occasioni in cui partiva privo di preconcetti su cosa stava per suonare.
Dark Intervals (1987, Tokyo), un altro dei suoi concerti in piano solo, a motivo della brevità dei pezzi non ha la forma di un'improvvisazione libera. Si può considerare una suite di brevi composizioni, sebbene ciascuna di esse sia rigorosamente improvvisata. Inoltre manca quella componente jazz che pervade gli altri concerti.
Nel 1990 da una sua esibizione parigina viene tratto l'album Paris Concert. Nel '91 si esibisce a Vienna e viene registrato l'album Vienna Concert.
Nel 2000 riprende a esibirsi, da solo o con lo Standards Trio. Radiance (2002) riporta la registrazione di un concerto ad Osaka ed estratti di un concerto a Tokyo, pubblicato in versione integrale nel DVD Tokyo Solo (2006). A differenza degli altri concerti, in cui l'improvvisazione si sviluppa ininterrotta per 30-40 minuti, i concerti del 2002 consistono di una serie di brevi improvvisazioni, alcune della durata di un minuto e mezzo e altre di quindici o venti minuti.
Nel settembre 2005 alla Carnegie Hall Jarrett si esibisce nel primo concerto di solo piano in Nord America dopo circa dieci anni, pubblicato l'anno successivo in un doppio album, The Carnegie Hall Concert.

### Trio Standards

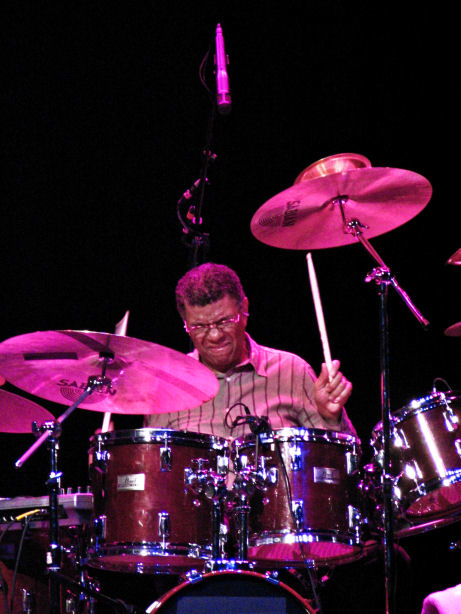
Jack DeJohnette.

Nel 1983 dell'incontro di Jarrett con il contrabbassista Gary Peacock (coinvolto in mille avventure del jazz più creativo e meno conservatore, da Bill Evans a Don Cherry, da Steve Lacy a Paul Bley) e con DeJohnette nasce il cosiddetto Trio Standards. In quell'anno Jarrett propone al bassista Gary Peacock e al batterista Jack DeJohnette di registrare un album di standard jazz, intitolato semplicemente Standards, Volume 1. Fanno seguito immediatamente Standards, Volume 2 e Changes, registrati nella medesima sessione. Il successo di questi album e il conseguente tour del gruppo consacrano questo nuovo Standards Trio nella rosa delle formazioni jazz storiche.
Il trio registra numerosi album live e studio in cui rivisitano pezzi del repertorio jazz. Citano Ahmad Jamal come principale ispiratore, per il suo uso di linee melodiche e multitonali. Il trio pubblica anche rielaborazioni di materiale originale e ne è un esempio l'album Changeless (1987). Alcuni degli album di standard contengono tracce originali attribuite a Jarrett, ma consistenti in improvvisazioni del gruppo. Gli album live Inside Out (2001) e Always Let Me Go (2001) segnalarono un rinnovato interesse del trio per l'improvvisazione assoluta.
L'album At the Deer Head Inn (1992) è un album live di standard, con Paul Motian in sostituzione di DeJohnette, registrato nel locale in cui Jarrett ebbe il primo ingaggio. Per la prima volta dai tempi del Quartetto Americano Jarrett e Motian suonano insieme e si rincontrano il batterista e il bassista che hanno collaborato nell'album Trio 64 (1963), di Bill Evans.

### Musica classica
Sin dai primi anni settanta Jarrett si dedica alla musica classica, registrando esclusivamente per l'ECM:
- In The Light (1973). Collabora il chitarrista Ralph Towner. Si compone di pezzi brevi per solo piano, strumenti a corda e varie combinazioni di strumenti da camera, inclusi un quartetto di archi, un quintetto di ottoni e una composizione per violoncello e tromboni. Questa collezione testimonia l'interesse del giovane compositore per una serie di stili classici, con differenti risultati espressivi.
- Luminessence (1974) e Arbour Zena (1975), entrambi alternano frammenti composti per strumenti ad arco ad improvvisazioni di musicisti jazz, tra cui Jan Garbarek e Charlie Haden. I cordofoni hanno un suono struggente, contemplativo, tipico dello “stile ECM” degli anni '70, corroborato dalle appassionate improvvisazioni del sassofono di Garbarek. Sebbene molti appassionati di musica classica considerino questi due album poco rappresentativi, l'impegno di Jarrett era volto a creare una fusione tra musica scritta e improvvisata, piuttosto che a scrivere musica prettamente classica. I suoi lavori successivi abbandonano alcuni sperimentalismi.
- Ritual (1977) registrato da Dennis Russell Davies, risente delle improvvisazioni di Jarrett.
- The Celestial Hawk (1980) è una composizione per orchestra, percussioni e piano. Eseguito dalla Syracuse Symphony Orchestra, direttore Christopher Keene e Jarrett al pianoforte, rappresenta il maggior contributo di Jarrett come compositore classico.
- Bridge of Light (1993) è l'ultimo album di composizioni classiche di Jarrett. L'album contiene tre pezzi per solista e orchestra e uno per violino e piano, composti dal 1984 al 1990.

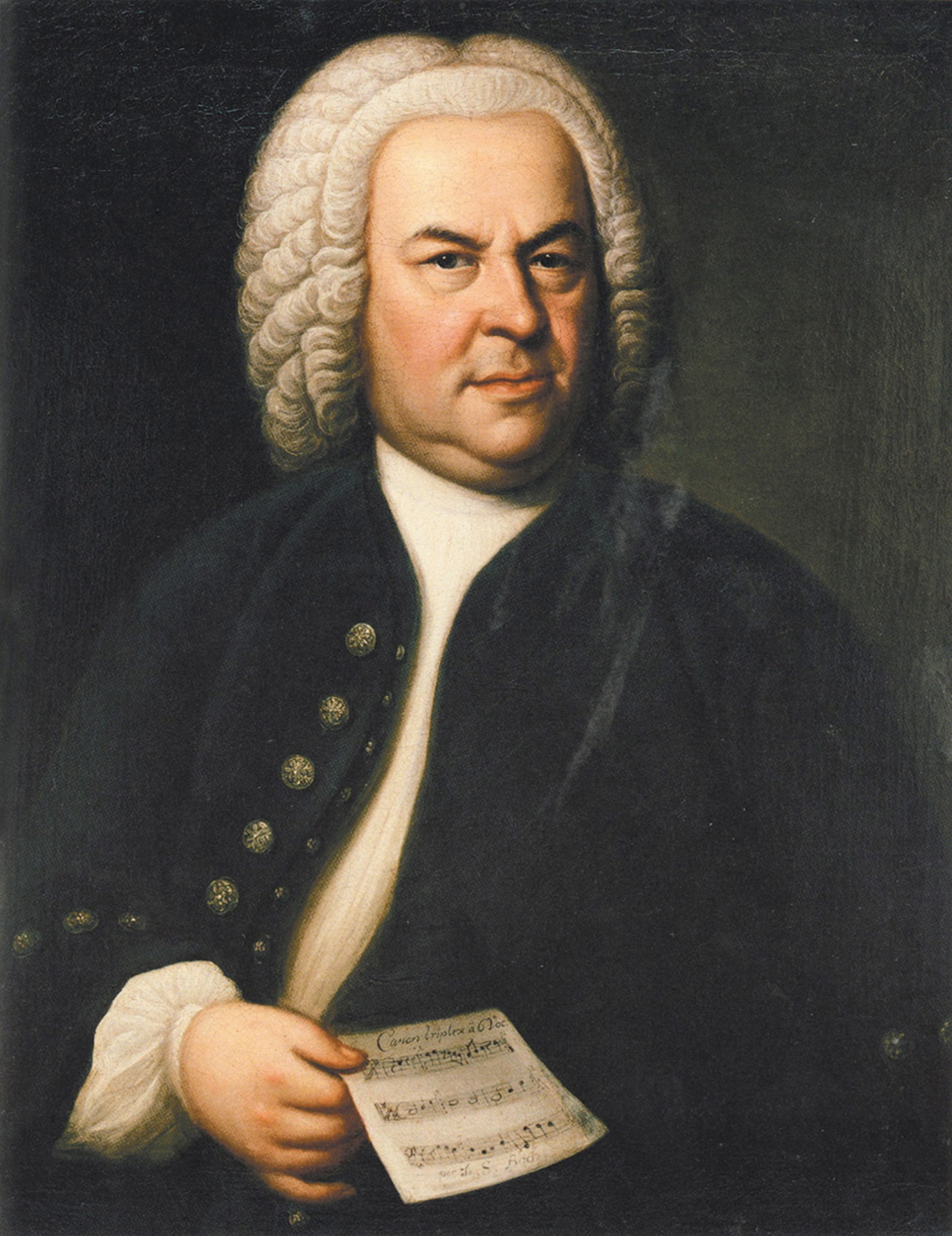
Johann Sebastian Bach: Jarrett ha pubblicato vari album in cui esegue sue composizioni.

Nel 1995 l'etichetta Music Masters Jazz pubblica un CD in cui Jarrett suona la parte di piano solo in Lousadzak, un concerto di pianoforte del compositore statunitense Alan Hovhaness. Conduce Dennis Russell Davies.
Oltre al suo lavoro di compositore classico, Jarrett ha anche pubblicato album di musica classica per la collana New series della ECM. Tra i più importanti:
- Arvo Pärt, Fratres dall'album Tabula Rasa con Gidon Kremer (1984)
- Johann Sebastian Bach, Das Wohltemperierte Klavier, Book 1 (1987)
- Johann Sebastian Bach, Goldberg Variations (1989)
- Johann Sebastian Bach, Das Wohltemperierte Klavier, Book 2 (1990)
- Georg Friedrich Händel, Six Sonatas for Recorder and Harpsichord (1990)
- Dmitri Shostakovich, 24 Preludes and Fugues (1991)
- Johann Sebastian Bach, 3 Sonaten für Viola da Gamba und Cembalo (1991)
- Johann Sebastian Bach, The French Suites (1991)
- Georg Friedrich Händel, Suites for Keyboard (1995)
- Wolfgang Amadeus Mozart, Piano Concertos, Masonic Funeral Music and Symphony in G Minor (1994)
- Wolfgang Amadeus Mozart, Piano Concertos and Adagio and Fugue (1996)
- J.S. Bach, Six Sonatas for Violin and Piano, BWV 1014-1019 - Michelle Makarski & Keith Jarrett (2013) - nona posizione nella Classical Albums statunitense
- Carl Philipp Emanuel Bach, Carl Philipp Emanuel Bach (2023) - registrazione delle Württemberg Sonatas

### Altre opere
Gary Burton & Keith Jarrett del 1971; Burton viene citato per primo, ma tranne una tutte le composizioni sono di Jarrett, dove Jarrett suona anche il piano elettrico.
Ruta & Daitya del 1972 in cui, dopo aver condiviso l'esperienza con Davis, Jarrett e DeJohnette si esibiscono in una serie di duetti. Oltre al pianoforte acustico Jarrett suona il piano elettrico e l'organo elettrico ed è l'unica volta in cui utilizza questi strumenti in un album dell'ECM.
Hymns/Spheres del 1976 (improvvisazioni sull'organo del diciottesimo secolo dell'abbazia benedettina di Ottobeuren), Invocations/The Moth and the Flame del 1981, registrazione dello stesso organo di Hymns/Spheres dove Jarrett improvvisa al sassofono all'interno dell'abbazia, estremamente risonante; Spirits (1986) in cui Jarrett suona diversi tipi di fiati e Spheres del 1986, edizione digitale e ridotta di Hymns/Spheres.
Tra gli altri album della carriera di Jarrett ci sono Foundations (2 CD – le prime esibizioni, dai Jazz Messengers, passando per Charles Lloyd fino al trio con Haden e Motian), The Impulse Years, 1973-1974, gli album Fort Yawuh, Treasure Island, Death and the Flower e Backhand, Mysteries: The Impulse Years, 1975-1976, gli album Shades, Mysteries, Byablue e Bop-Be, Silence (1977), rimasterizzazione digitale di Byablue e Bop-Be, salvo l'omissione di tre tracce, Works, compilation edita dall'ECM, copre gli anni 1972 – 1981; :rarum (2 CD, ECM; brani selezionati da Jarrett, con lo scopo dichiarato di mettere in evidenza album (Spirits, Book of Ways, le improvvisazioni di organo) a suo parere trascurati, rispetto ai celebri lavori con il Quartetto Europeo, il Trio standard, e i concerti di solo piano.
Dopo aver lasciato Davis, Jarrett non farà spesso da sideman, tuttavia compare in album di altri artisti, tra cui: Paul Motian: Conception Vessel (1972), Airto: Free (1972), Freddie Hubbard: Sky Dive (1972), Kenny Wheeler: Gnu High (1975), Charlie Haden: Closeness (1976), e con il fratello Scott Jarrett, anch'egli pianista, in Without Rhyme or Reason.

## Controversie
Keith Jarrett è diventato famoso anche per il suo comportamento sul palco durante i concerti. In più di un'occasione, durante diversi concerti, ha chiesto al suo pubblico il più assoluto silenzio, anche con un certo nervosismo, e ha dichiarato di mal sopportare il fumo e il rumore durante l'esecuzione dei brani, così come colpi di tosse ed applausi troppo vigorosi mentre il concerto non è terminato. Durante il concerto di Umbria Jazz 2013 è giunto ad esibirsi al buio più completo, rivolgendo le spalle al pubblico. Riguardo a queste intemperanze Jarrett ha dichiarato che non è sua intenzione maltrattare il pubblico, che anzi considera parte integrante delle sue esibizioni, e che le sue esternazioni di malumore e nervosismo sono dovute al fatto che troppe distrazioni causano la perdita della melodia che ha in testa. È usuale sentire in determinati momenti delle registrazioni, in particolare dei live concert, la voce di Jarrett, captata in lontananza dalla microfonatura del piano, seguire con falsetti i fraseggi melodici, usanza riconosciuta nel jazz soprattutto dai solisti, ma non adottata da molti pianisti. A volte sono catturati i battiti del piede, spesso con molta intensità nei momenti più ritmici, oltre a varie esternazioni come esclamazioni di "piacere" e soddisfazione durante particolari momenti musicali. Questa usanza è stata introdotta dal grande pianista Oscar Peterson. Altre polemiche sono derivate dal suo modo di suonare durante le improvvisazioni, muovendosi sul piano. Jarrett ha dichiarato che il suo rapporto con il pianoforte è «fisico», che i suoi movimenti sono involontari e che gli hanno anche causato dolori alla spalla e alle braccia.